# Stryx
Stryx is een computerspel dat werd ontwikkeld door Psyclapse en uitgegeven door Psygnosis Limited. Het spel kwam in 1989 uit voor de Commodore Amiga en de Atari ST. Het spel is een zijwaarts scrollend platformspel. De speler speelt een half-robot in de plaats Stryx die wordt aangevallen door Cyborgs.

## Platforms
| Jaar | Platform        |
| ---- | --------------- |
| 1989 | Amiga, Atari ST |
| 1990 | DOS             |

## Ontvangst
| Beoordeeld door                | Platform | Datum      | Score |
| ------------------------------ | -------- | ---------- | ----- |
| Atari ST User                  | Atari ST | juni 1990  | 90%   |
| ASM (Aktueller Software Markt) | Amiga    | maart 1990 | 33%   |
| Power Play                     | Amiga    | maart 1990 | 23%   |
| Power Play                     | Atari ST | juni 1990  | 23%   |